# Vă arăt eu vouă
Vă arăt eu vouă (titlul original: în germană Euch werd ich's zeigen) este un film pentru tineret est-german, realizat în 1972 de regizorul Rolf Losansky,  protagoniști fiind actorii Friedhelm Barck, Frank Wuttig, Carmen Pioch și Holger Teupel.

## Rezumat
Bernd, în vârstă de 13 ani, trebuie să se mute din Rostock în orășelul Fichtenhaingen împreună cu părinții săi. În noua sa clasă de școală, el este provocat cu teste de curaj și se prostește când sare de pe trambulina de 10 metri. Pentru a le putea „arăta” celorlalți, începe antrenamentele de judo, ceea ce părinții îi interzic să facă. Îi minte și merge în secret la antrenament până când își dă seama, că doar onestitatea și respectul îl vor duce cu adevărat la succes.

## Distribuție
- Friedhelm Barck – Bernd Gaedka
- Frank Wuttig – Schreier
- Carmen Pioch – Doris
- Holger Teupel – Rolli
- Manfred Karge – antrenorul Kein
- Heinz Behrens – tatăl lui Bernd
- Helga Labudda – mama lui Bernd
- Evamaria Bath – dna. Rosenheinrich
- Angelika Waller – profesoara Koelwel
- Bruno Carstens – căpitanul Fries
- Axel Triebel – Eismann
- Fritz Links – bunicul